# هرمان شافهاوزن
هرمان شافهاوزن (انگلیسی: Hermann Schaaffhausen; ۱۹ ژوئیهٔ ۱۸۱۶ – ۲۶ ژانویهٔ ۱۸۹۳) کالبدشناس، انسان‌شناس، و استاد دانشگاه اهل پادشاهی پروس بود.